# Theobald von Bethmann Hollweg
Theobald Theodor Friedrich Alfred von Bethmann Hollweg (født 29. november 1856 i Hohenfinow, Brandenburg, død 2. januar 1921) var en tysk statsmand. Regeringsleder i Bromberg 1899, overpræsident i Brandenburg 1899, indenrigsminister i Preussen 1905, preussisk ministerpræsident og udenrigsminister samt Tysklands rigskansler 1909–1917. Afskediget af Wilhelm 2. fra posten som rigskansler den 13 juli 1917.
Bethmann Hollweg stræbte frem til 1. verdenskrig på at komme overens med Storbritannien om en tysk storpolitisk ligestilling. Med henblik på at begrænse hvad han selv opfattede som et stigende had fra russisk side, lagde han også stor vægt på alliancen med Østrig-Ungarn. Ved at han fra 6. juli  1914 var med til at give østrigerne fuld støtte i deres konflikt med Serbien, bidrog han til at konflikten udviklede sig til krig. Forsøg i slutningen af juli på at undgå at det tyske kejserrige havnede i en ufordelagtig storkrig slog fejl. Bethmann Hollweg modsatte sig efter krigsudbruddet den uindskrænkede u-bådskrig på Atlanten, da han frygtede at dette ville føre til en amerikansk indtræden i krigen.
Indenrigspolitisk stræbte Bethmann Hollweg efter en langsom reformpolitik, bl.a. spørgsmålet om stemmeret. Han anses for at have spillet en vigtig rolle i forbindelse med socialdemokraternes støtte til krigen.
Da de sejrende ententemagter efter krigen rejste krav om at ekskejser Wilhelm 2. skulle udleveres for at blive stillet for en krigsret, tilbød Bethmann Hollweg at træde i dennes sted, en ædel gestus, som dog blev afvist af sejrsmagterne.

## Eksterne kilder
- Biografi over Theobald von Bethmann Hollweg

- Wikimedia Commons har flere filer relateret til Theobald von Bethmann Hollweg